# Adnan Menderes
Ali Adnan Ertekin Menderes (IPA: [adˈnan mendeˈɾes]) (Aydın, 1899 – İmralı, 17 settembre 1961) è stato un politico turco.

## Gli inizi
Adnan Menderes nacque ad Aydın, nell'allora Turchia ottomana, nel 1899, da una ricca famiglia di grandi proprietari terrieri di origini tataro-crimeane. Menderes militò nel Partito Liberale Repubblicano (nel 1930) e nel Partito Popolare Repubblicano (CHP), partito unico della Repubblica di Ataturk, dal 1945, fondò il Partito Democratico nel 1945 in continuità col defunto Partito Nazionale per lo Sviluppo per contrastare il CHP. Il partito, pur non ripudiando del tutto la politica di occidentalizzazione del predecessore, la mitigò alquanto rivelandosi inoltre meno secolare.

## Primo ministro (1950-1960)
Menderes divenne primo ministro dal 1950 al 1960, anno in cui venne deposto da un golpe militare. Menderes divenne abbastanza famoso per aver venduto o distribuito gran parte del patrimonio da lui ereditato a piccoli proprietari. Fu più tollerante di Atatürk e del suo partito nei confronti dello stile di vita tradizionale e delle diverse forme assunte in Turchia dall'Islam e condusse una campagna elettorale per le elezioni del 1950 in gran parte sul tema della legalizzazione del richiamo alla preghiera (adhān) in lingua araba, vietato invece da Atatürk.
Pur rimanendo filo-occidentale, fu più attivo dei suoi predecessori nel costruire buone relazioni con gli Stati musulmani ed ebbe una concezione più liberistica dei precedenti primi ministri, consentendo l'attività dell'imprenditoria privata in misura più sensibile. In generale le sue politiche economiche lo resero popolare fra la parte povera della popolazione turca ma portarono anche il Paese all'insolvenza a causa dell'enorme incremento delle importazioni, dei beni di lusso e della tecnologia.
Fu marcatamente intollerante verso le critiche mossegli, tanto da fargli instaurare una censura sulla stampa e da fargli arrestare i giornalisti che non lo compiacevano, cercando per di più di opprimere i partiti politici d'opposizione (fra cui spiccava il CHP, Cumhuriyet Halk Partisi, Partito Popolare Repubblicano) e di porre sotto controllo istituzioni quali le università. Menderes divenne sempre più impopolare fra gli intellettuali, gli studenti universitari e i militari, che temevano che gli ideali di Atatürk fossero in pericolo. Ciò infine ne decretò la caduta.
Nel 1955, Menderes fu imputato per aver organizzato il Pogrom d'Istanbul, che ebbe come delittuoso obiettivo l'eliminazione della consistente minoranza greca della città. Il 17 febbraio 1959 Menderes sopravvisse a un incidente aereo. L'aeroplano delle linee aeree turche THY, un Vickers Viscount immatricolato TC-SEV che lo portava a Londra con scalo a Roma, si fracassò a pochi chilometri dal suo punto di atterraggio.

## Colpo di Stato ed esecuzione
I militari ritenendo che il Partito Democratico non rispettasse i principi fondanti della Repubblica, in un clima di crescente insoddisfazione verso l'operato di Adnan Menderes, ritenuto troppo rigido e inflessibile, lo rimossero dal governo con un colpo di Stato guidato da Cemal Gürsel.
Il 27 maggio 1960 un colpo di Stato militare abbatté il governo e Menderes fu arrestato con alcuni altri membri del suo partito, sotto l'imputazione di attentato alla Costituzione turca. Fu posto sotto processo sull'isola di Yassıada. Il processo fece anche riferimento al Pogrom d'Istanbul, per il quale egli e i suoi seguaci furono condannati. La sentenza fu di morte e, malgrado le richieste di perdono sottoposte al presidente Cemal Gürsel anche da parte di vari leader mondiali, egli fu giustiziato per impiccagione sull'isola di İmralı il 17 settembre 1961. Il 29 settembre 1961 il Partito Democratico fu sciolto.

## Riconoscimenti postumi
Molti anni dopo la sua morte, ricevette un perdono postumo e la sua sepoltura traslata in un mausoleo di İstanbul il 17 settembre 1990 insieme con le sepolture di due altri membri impiccati del suo governo, Fatin Rüştü Zorlu e Hasan Polatkan.
Un'università ad Aydın e l'aeroporto internazionale di İzmir (Smirne) gli sono stati intitolati. Inoltre, il suo nome è stato dato a due licei, e precisamente l'Istanbul Bahcelievler Adnan Menderes Anadolu Lisesi e l'Aydın Adnan Menderes Anadolu Lisesi.